# Sprachfunktion
Unter Sprachfunktion sind die Aufgaben oder Zwecke zu verstehen, die die Sprache für den Menschen hat. Wenn jemand sich äußert, vollzieht er – gewollt oder ungewollt – immer mehrere Zwecke zugleich. Man kann z. B. nicht nur jemanden informieren (Darstellungsfunktion), ohne mit der gleichen Äußerung auch etwas über sich selbst preiszugeben (Ausdrucksfunktion). Die Forscher haben je nach Forschungsperspektive unterschiedliche Modelle für Sprachfunktionen entwickelt, die auch unter verschiedenen Begriffen bekannt geworden sind.

## Sprachfunktionen im Einzelnen
| Bezugspunkt | Bühler                   | Jakobson                        | Schulz von Thun |
| --- | ------------------------ | ------------------------------- | --------------- |
| Gegenstand | Darstellung, Bezeichnung | referentielle Funktion          | Sachseite       |
| Sender | Ausdruck, Kundgabe       | expressive, emotive Funktion    | Selbstkundgabe  |
| Empfänger | Appell                   | appellative (konative) Funktion | Appellseite     |
| Kontaktmedium | ---                      | phatische Funktion              | Beziehungsseite |
| Kode | ---                      | metasprachliche Funktion        | ---             |
| Botschaft | ---                      | poetische Funktion              | ---             |
| Hier sind nur die Sprachfunktionen nach Bühler, Jakobson und Schulz von Thun aufgeführt. Daneben gibt es noch andere, z. T. inhaltsgleiche Konzepte. |                          |                                 |                 |

Darstellungsfunktion, referentielle Funktion, Sachseite, Bezugnahme auf Kontext„Die Sprache bezieht sich auf die Welt, auf die Gegenstände und Sachverhalte. Dadurch erfüllt sie ihre Darstellungsfunktion.“. Dies macht Sprachzeichen zum Symbol (Bühler). Statt von der Darstellungsfunktion spricht man – mit zum Teil unterschiedlichen Bedeutungsnuancen – von referentieller Funktion, semantischer Funktion, repräsentativer Funktion (representational function of speech). 
Ausdrucksfunktion; expressive, emotive Funktion (Emotivfunktion); Selbstkundgabe, Haltung zum GesprochenenMit der Ausdrucksfunktion ist gemeint, dass durch die Sprache etwas vom Sender selbst zum Ausdruck kommt und er etwas über seine Person kundgibt. Dies kann unbewusst oder bewusst geschehen.
Appellfunktion, konative, appellative Funktion, Appellseite, Orientierung auf EmpfängerBezogen auf den Empfänger hat die Sprache ein Moment des Appells: der Sprecher versucht, den Empfänger zu beeinflussen – durch Aufforderung, Bitte, Befehl, Wunsch etc.
Phatische Funktion, Beziehungsseite, Orientierung auf den KontaktDie phatische Funktion ist die Funktion des „Kontakthaltens bzw. Herstellen, Verlängern oder Unterbrechen eines sprachlichen Kontaktes“, bei Jakobson nach Pelz die „Kanal“-bezogene Funktion, die dazu dient, „zu prüfen, ob das Kontaktmedium in Ordnung sei“.
Metasprachliche Funktion, Orientierung auf KodeMit der metasprachlichen Funktion (Jakobson) wird die Funktion der Sprache über Sprache zu reden benannt. „Die Sprache kann als Metasprache für alle anderen Informations- und Vermittlungssysteme funktionieren, aber zugleich ist sie auch die Metasprache für sich selbst, d. h. für die Sprache selbst.“ Die metasprachliche Funktion soll nur bei der menschlichen Sprache möglich sein.
Poetische Funktion, Ausrichtung auf MitteilungDie poetische Funktion ist bei Roman Jakobson die Funktion der Sprache, die „in ihrer formalen Erscheinung zu einer Art besonderer Information wird.“. Sie dominiert beim Kunstwerk und ist wichtig in der Werbung. Die poetische Funktion ist für die Literaturwissenschaft naturgemäß besonders interessant. Sie „projiziert das Prinzip der Äquivalenz von der Achse der Selektion auf die Achse der Kombination.“ Poetische Sprache zeichnet sich außerdem dadurch aus, dass sie Konnotationen (assoziierte Wortbedeutungen) nutzt und dadurch Polysemie (Mehrdeutigkeit) schafft. Die poetische Sprache ist autofunktional, durch die Dominanz der sprachlichen Form über den Inhalt lenkt der literarische Text die Aufmerksamkeit des Lesers/Hörers auf sich selbst.

## Modelle der Sprachfunktionen
Solche Modelle für die Sprachfunktionen spielen vor allem in der Allgemeinen Linguistik und der Psychologie eine Rolle. Einige der bekanntesten Modelle sind:
- Karl Bühlers Organon-Modell
- Friedrich Kainz’ Modell der vier I-Funktionen der Sprache
- Roman Ossipowitsch Jakobsons Kommunikationsmodell
- Friedemann Schulz von Thuns Vier-Seiten-Modell (auch: „Kommunikationsquadrat“)

Die Sprachfunktionen werden gelegentlich auch „Kommunikationsmodell“ oder „Zeichenmodell“ genannt, obwohl diese Begriffe in der Linguistik in der Regel für andere Sachverhalte reserviert sind.

## Sprachfunktionen und Systembedürfnisse
Ähnliche Vorstellungen gibt es unter dem Begriff „Systembedürfnis“ in der linguistischen Synergetik. Mit „Systembedürfnis“ sind die Bedürfnisse gemeint, die der Sprecher/ Hörer bei seiner Verwendung der Sprache hat. Dabei wird berücksichtigt, dass die Bedürfnisse des Sprechers und des Hörers nicht immer gleich sind, sondern sich aufeinander einstellen müssen. So stehen z. B. die Bedürfnisse „Minimierung des Kodierungsaufwandes“ und „Minimierung des Dekodierungsaufwandes“ einander gegenüber. Im ersten Fall trachtet der Sprecher danach, seinen Produktionsaufwand (Sprechaufwand) zu reduzieren, im zweiten der Hörer danach, seinen Verstehensaufwand zu verringern. Beide müssen in ein Gleichgewicht kommen, damit Kommunikation erfolgreich sein kann. Solche Bedürfnisse werden von Köhler (1986, 2005) bei der Modellierung eines elementaren Sprachmodells einbezogen.